# Hidetoshi Nakata
Hidetoshi Nakata (中田 英寿?, Nakata Hidetoshi; Kōfu, 22 gennaio 1977) è un ex calciatore giapponese, di ruolo centrocampista.
Considerato come uno dei più forti calciatori giapponesi di tutti i tempi nonché come uno dei più noti giocatori asiatici in assoluto, è stato eletto per due anni consecutivi Calciatore asiatico dell'anno (1997 e 1998). Nel marzo del 2004, Pelé l'ha inoltre inserito nella FIFA 100, la lista dei 125 migliori calciatori viventi, redatta in occasione del Centenario della FIFA.
Durante la sua carriera, dopo aver vinto con il Bellmare Hiratsuka la Coppa delle Coppe dell'AFC, vestì in Italia le maglie di Perugia, Roma e Parma, arrivando a vincere con la squadra della capitale il campionato italiano 2000-2001 e con il club emiliano la Coppa Italia 2001-2002. In seguito si trasferì prima in prestito al Bologna e poi a titolo definitivo alla Fiorentina, concludendo la carriera nel Bolton dopo essere stato ceduto in prestito dal club toscano per una stagione.

## Caratteristiche tecniche
Trequartista dal tocco di palla raffinato, sapeva adattarsi anche al ruolo di centrocampista centrale, pur mantenendo una certa propensione offensiva. Era inoltre dotato di un'ottima visione di gioco e di un buon senso del gol.

## Carriera

### Giocatore

#### Club

##### Bellmare Hiratsuka
Dal 1994 al settembre 1998 militò nella J. League, l'allora massima serie del campionato di calcio giapponese, nelle file del Bellmare Hiratsuka, scendendo in campo complessivamente 88 volte e segnando 16 reti, tra cui quella del decisivo 2-1 nella finale della Coppa delle Coppe dell'AFC 1995-1996.

##### Perugia

Nakata al Perugia nel 1998

A portarlo in Italia fu il Perugia di Luciano Gaucci, che lo acquistò per la cifra di tre milioni e mezzo di dollari. Sbarcato in Serie A tra varie perplessità dell'ambiente, il centrocampista esordì con una doppietta alla Juventus nella partita persa dagli umbri per 3-4, e in pochi mesi si affermò tra le rivelazioni del campionato, tanto da diventare un fenomeno mediatico in tutto il mondo.
Nella sua prima stagione coi grifoni giocò 32 partite condite da un buon bottino di 10 centri, raggiungendo la salvezza col club biancorosso. L'anno successivo divise la sua militanza tra Perugia e Roma; nella prima parte di campionato, disputata con gli umbri, giocò 15 partite segnando 2 gol.

##### Roma
Durante la sessione invernale di calciomercato passò alla Roma per circa 30 miliardi di lire (più il cartellino di Dmitrij Aleničev); in maglia giallorossa mise assieme altri 15 incontri con 3 reti realizzate. Nakata vi rimase anche nell'annata 2000-2001, pur trovandosi spesso chiuso nel suo ruolo da Francesco Totti. Per tale motivo, a livello personale non ebbe molte occasioni di distinguersi nella capitale.
Fu comunque protagonista nella sfida-scudetto Juventus-Roma terminata 2-2: gli ospiti erano sotto di due reti quando il giapponese entrò in sostituzione proprio di un poco ispirato Totti: qualche minuto dopo trovò subito il gol, e poco più tardi da un altro suo tiro nacque il tap-in vincente di Vincenzo Montella. Per la Roma, quel pareggio fu fondamentale per la vittoria del titolo italiano e, con la sua prestazione, Nakata si guadagnò un posto di rilievo nei ricordi dei tifosi giallorossi. Nel finale di stagione, Nakata tornò a rendersi utile ai giallorossi realizzando l'assist decisivo per la rete di Montella, che permise alla Roma di battere 1-0 l'Atalanta.

##### Parma
Nell'estate 2001 arrivò al Parma per 60 miliardi di lire, squadra in cui militò sino al gennaio 2004. Nel campionato 2001-2002 segnò il gol della vittoria contro il Brescia e, soprattutto, risultò decisivo nel trionfo dei ducali in Coppa Italia: qui andò in rete dapprima in semifinale, ancora contro le rondinelle, e successivamente si ripeté nella finale d'andata con un gol alla Juventus.

##### Bologna, Fiorentina, Bolton
La terza stagione del giapponese al Parma fu interrotta dal trasferimento al Bologna durante la sessione di gennaio del mercato. L'allenatore dei rossoblù Carlo Mazzone gli diede la possibilità di scendere in campo 17 volte, con Nakata capace di segnare 2 volte. La stagione 2004-2005 fu opaca per il giapponese, che coi nuovi colori viola della Fiorentina non brillò né segnò, finendo spesso relegato in panchina.
Nell'estate 2005 venne quindi girato al Bolton, squadra di Premier League. Al termine del successivo campionato del mondo 2006 annunciò la fine dell'attività agonistica, a soli 29 anni. Il 7 giugno 2008, a Yokohama, si è disputata davanti a sessantatremila spettatori la sua partita di addio al calcio, che ha visto come avversari una selezione di giocatori giapponesi e una di all star internazionali, guidata da José Mourinho.

#### Nazionale

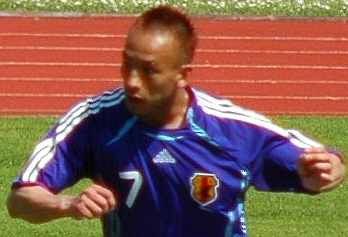
Nakata in nazionale nel 2006

Le buone prestazioni nella J League gli valsero la prima convocazione nel Giappone under 20. Con tale selezione disputò il torneo olimpico di Atlanta 1996.
Nel maggio 1997 esordì con la maglia del Giappone contro la Corea del Sud. Il suo apporto nel corso delle qualificazioni al campionato del mondo 1998 in Francia fu decisivo e permise al Giappone di qualificarsi con successo per la prima volta nella sua storia ai Mondiali. Tuttavia, il Giappone non riuscì a disputare un buon torneo, perdendo tutte le tre partite del girone. In seguito fu convocato in vista del torneo olimpico di Sydney 2000.
Nakata partecipò anche al campionato del mondo 2002, per il quale il Giappone si qualificò automaticamente in quanto nazione ospitante insieme alla Corea del Sud. Qui il giapponese disputò un grande torneo, riuscendo ad accedere con la sua nazionale agli ottavi di finale, dove venne eliminato per 1-0 dalla Turchia. Durante la fase a gironi dell'edizione, Nakata andò inoltre a segno nella gara vinta dai padroni di casa per 2-0 contro la Tunisia, contribuendo al passaggio del turno.
Continuò poi ad essere convocato per le qualificazioni al campionato del mondo 2006, arrivando a disputare così in Germania la sua terza e ultima rassegna iridata.

### Dopo il ritiro
Dopo il ritiro è diventato amministratore di una ditta di sakè.

## Statistiche
Tra club, nazionale maggiore e nazionale giovanile, Nakata ha giocato 490 partite segnando 75 reti, alla media di 0,15 gol a partita.

### Presenze e reti nei club
Statistiche aggiornate al termine della carriera da calciatore.
| Stagione            | Squadra             | Campionato          | Campionato | Campionato | Coppe nazionali | Coppe nazionali | Coppe nazionali | Coppe continentali | Coppe continentali | Coppe continentali | Altre coppe | Altre coppe | Altre coppe | Totale | Totale |
| Stagione            | Squadra             | Comp                | Pres       | Reti       | Comp            | Pres            | Reti            | Comp               | Pres               | Reti               | Comp        | Pres        | Reti        | Pres   | Reti   |
| ------------------- | ------------------- | ------------------- | ---------- | ---------- | --------------- | --------------- | --------------- | ------------------ | ------------------ | ------------------ | ----------- | ----------- | ----------- | ------ | ------ |
| 1995                | Bellmare Hiratsuka  | J1                  | 26         | 8          | CG              | 2               | 1               | CdC                | 6                  | 1                  | SG          | 1           | 0           | 35     | 10     |
| 1996                | Bellmare Hiratsuka  | J1                  | 26         | 2          | CG+CdL          | 3+12            | 0+2             | CdC                | 3                  | 0                  | SA          | 2           | 0           | 46     | 4      |
| 1997                | Bellmare Hiratsuka  | J1                  | 21         | 3          | CG+CdL          | 3+6             | 0+1             | -                  | -                  | -                  | -           | -           | -           | 30     | 4      |
| 1998                | Bellmare Hiratsuka  | J1                  | 12         | 3          | CG+CdL          | 0               | 0               | -                  | -                  | -                  | -           | -           | -           | 12     | 3      |
| Totale B. Hiratsuka | Totale B. Hiratsuka | Totale B. Hiratsuka | 85         | 16         |                 | 26              | 4               |                    | 9                  | 1                  |             | 3           | 0           | 123    | 21     |
| 1998-1999           | Perugia             | A                   | 33         | 10         | CI              | 0               | 0               | -                  | -                  | -                  | -           | -           | -           | 33     | 10     |
| 1999-gen. 2000      | Perugia             | A                   | 15         | 2          | CI              | 4               | 1               | Int                | 3                  | 1                  | -           | -           | -           | 22     | 4      |
| Totale Perugia      | Totale Perugia      | Totale Perugia      | 48         | 12         |                 | 4               | 1               |                    | 3                  | 1                  |             | -           | -           | 55     | 14     |
| gen.-giu. 2000      | Roma                | A                   | 15         | 3          | CI              | 1               | 0               | CU                 | 2                  | 0                  | -           | -           | -           | 18     | 3      |
| 2000-2001           | Roma                | A                   | 15         | 2          | CI              | 0               | 0               | CU                 | 7                  | 1                  | -           | -           | -           | 22     | 3      |
| Totale Roma         | Totale Roma         | Totale Roma         | 30         | 5          |                 | 1               | 0               |                    | 9                  | 1                  |             | -           | -           | 40     | 6      |
| 2001-2002           | Parma               | A                   | 24         | 1          | CI              | 6               | 2               | UCL+CU             | 2+6                | 0+1                | -           | -           | -           | 38     | 4      |
| 2002-2003           | Parma               | A                   | 31         | 4          | CI              | 1               | 0               | CU                 | 4                  | 0                  | SI          | 1           | 0           | 37     | 4      |
| 2003-gen. 2004      | Parma               | A                   | 12         | 0          | CI              | 2               | 0               | CU                 | 3                  | 1                  | -           | -           | -           | 17     | 1      |
| Totale Parma        | Totale Parma        | Totale Parma        | 67         | 5          |                 | 9               | 2               |                    | 15                 | 2                  |             | 1           | 0           | 92     | 9      |
| gen.-giu. 2004      | Bologna             | A                   | 17         | 2          | CI              | -               | -               | -                  | -                  | -                  | -           | -           | -           | 17     | 2      |
| 2004-2005           | Fiorentina          | A                   | 20         | 0          | CI              | 4               | 0               | -                  | -                  | -                  | -           | -           | -           | 24     | 0      |
| 2005-2006           | Bolton              | PL                  | 21         | 1          | FACup+CdL       | 3+2             | 0               | CU                 | 6                  | 0                  | -           | -           | -           | 32     | 1      |
| Totale carriera     | Totale carriera     | Totale carriera     | 288        | 41         |                 | 49              | 7               |                    | 42                 | 5                  |             | 4           | 0           | 383    | 53     |

### Cronologia presenze e reti in nazionale
| Cronologia completa delle presenze e delle reti in nazionale ― Giappone | Cronologia completa delle presenze e delle reti in nazionale ― Giappone | Cronologia completa delle presenze e delle reti in nazionale ― Giappone | Cronologia completa delle presenze e delle reti in nazionale ― Giappone | Cronologia completa delle presenze e delle reti in nazionale ― Giappone | Cronologia completa delle presenze e delle reti in nazionale ― Giappone | Cronologia completa delle presenze e delle reti in nazionale ― Giappone | Cronologia completa delle presenze e delle reti in nazionale ― Giappone |
| Data                                                                    | Città                                                                   | In casa                                                                 | Risultato                                                               | Ospiti                                                                  | Competizione                                                            | Reti                                                                    | Note                                                                    |
| ----------------------------------------------------------------------- | ----------------------------------------------------------------------- | ----------------------------------------------------------------------- | ----------------------------------------------------------------------- | ----------------------------------------------------------------------- | ----------------------------------------------------------------------- | ----------------------------------------------------------------------- | ----------------------------------------------------------------------- |
| 21-5-1997                                                               | Tokyo                                                                   | Giappone                                                                | 1 – 1                                                                   | Corea del Sud                                                           | Amichevole                                                              | -                                                                       |                                                                         |
| 8-6-1997                                                                | Tokyo                                                                   | Giappone                                                                | 4 – 3                                                                   | Croazia                                                                 | Amichevole                                                              | -                                                                       |                                                                         |
| 15-6-1997                                                               | Osaka                                                                   | Giappone                                                                | 1 – 0                                                                   | Turchia                                                                 | Amichevole                                                              | -                                                                       |                                                                         |
| 22-6-1997                                                               | Tokyo                                                                   | Giappone                                                                | 10 – 0                                                                  | Macao                                                                   | Qual. Mondiali 1998                                                     | 2                                                                       |                                                                         |
| 25-6-1997                                                               | Tokyo                                                                   | Giappone                                                                | 3 – 0                                                                   | Nepal                                                                   | Qual. Mondiali 1998                                                     | -                                                                       |                                                                         |
| 28-6-1997                                                               | Tokyo                                                                   | Giappone                                                                | 1 – 1                                                                   | Oman                                                                    | Qual. Mondiali 1998                                                     | 1                                                                       |                                                                         |
| 13-8-1997                                                               | Osaka                                                                   | Giappone                                                                | 0 – 3                                                                   | Brasile                                                                 | Amichevole                                                              | -                                                                       |                                                                         |
| 7-9-1997                                                                | Yokohama                                                                | Giappone                                                                | 6 – 3                                                                   | Uzbekistan                                                              | Qual. Mondiali 1998                                                     | 1                                                                       |                                                                         |
| 19-9-1997                                                               | Abu Dhabi                                                               | Emirati Arabi Uniti                                                     | 0 – 0                                                                   | Giappone                                                                | Qual. Mondiali 1998                                                     | -                                                                       |                                                                         |
| 28-9-1997                                                               | Tokyo                                                                   | Giappone                                                                | 1 – 2                                                                   | Corea del Sud                                                           | Qual. Mondiali 1998                                                     | -                                                                       |                                                                         |
| 4-10-1997                                                               | Almaty                                                                  | Kazakistan                                                              | 1 – 1                                                                   | Giappone                                                                | Qual. Mondiali 1998                                                     | -                                                                       |                                                                         |
| 11-10-1997                                                              | Tashkent                                                                | Uzbekistan                                                              | 1 – 1                                                                   | Giappone                                                                | Qual. Mondiali 1998                                                     | -                                                                       |                                                                         |
| 1-11-1997                                                               | Seul                                                                    | Corea del Sud                                                           | 0 – 2                                                                   | Giappone                                                                | Qual. Mondiali 1998                                                     | -                                                                       |                                                                         |
| 8-11-1997                                                               | Kyoto                                                                   | Giappone                                                                | 5 – 1                                                                   | Kazakistan                                                              | Qual. Mondiali 1998                                                     | 1                                                                       |                                                                         |
| 16-11-1997                                                              | Johor Bahru                                                             | Iran                                                                    | 2 – 3 dts                                                               | Giappone                                                                | Qual. Mondiali 1998                                                     | -                                                                       |                                                                         |
| 15-2-1998                                                               | Adelaide                                                                | Australia                                                               | 0 – 3                                                                   | Giappone                                                                | Amichevole                                                              | 1                                                                       |                                                                         |
| 1-3-1998                                                                | Yokohama                                                                | Giappone                                                                | 2 – 1                                                                   | Corea del Sud                                                           | Amichevole                                                              | -                                                                       |                                                                         |
| 7-3-1998                                                                | Tokyo                                                                   | Giappone                                                                | 0 – 2                                                                   | Cina                                                                    | Amichevole                                                              | -                                                                       |                                                                         |
| 1-4-1998                                                                | Seul                                                                    | Corea del Sud                                                           | 2 – 1                                                                   | Giappone                                                                | Amichevole                                                              | -                                                                       |                                                                         |
| 24-5-1998                                                               | Yokohama                                                                | Giappone                                                                | 0 – 0                                                                   | Rep. Ceca                                                               | Amichevole                                                              | -                                                                       |                                                                         |
| 3-6-1998                                                                | Losanna                                                                 | Jugoslavia                                                              | 1 – 0                                                                   | Giappone                                                                | Amichevole                                                              | -                                                                       |                                                                         |
| 14-6-1998                                                               | Tolosa                                                                  | Argentina                                                               | 1 – 0                                                                   | Giappone                                                                | Mondiali 1998 - 1º turno                                                | -                                                                       |                                                                         |
| 20-6-1998                                                               | Nantes                                                                  | Giappone                                                                | 0 – 1                                                                   | Croazia                                                                 | Mondiali 1998 - 1º turno                                                | -                                                                       |                                                                         |
| 26-6-1998                                                               | Lione                                                                   | Giamaica                                                                | 2 – 1                                                                   | Giappone                                                                | Mondiali 1998 - 1º turno                                                | -                                                                       |                                                                         |
| 28-10-1998                                                              | Osaka                                                                   | Giappone                                                                | 1 – 0                                                                   | Egitto                                                                  | Amichevole                                                              | -                                                                       |                                                                         |
| 31-3-1999                                                               | Tokyo                                                                   | Giappone                                                                | 0 – 2                                                                   | Brasile                                                                 | Amichevole                                                              | -                                                                       |                                                                         |
| 3-6-1999                                                                | Tokyo                                                                   | Giappone                                                                | 0 – 0                                                                   | Belgio                                                                  | Amichevole                                                              | -                                                                       | cap.                                                                    |
| 6-6-1999                                                                | Yokohama                                                                | Giappone                                                                | 0 – 0                                                                   | Perù                                                                    | Amichevole                                                              | -                                                                       |                                                                         |
| 15-3-2000                                                               | Kōbe                                                                    | Giappone                                                                | 0 – 0                                                                   | Cina                                                                    | Amichevole                                                              | -                                                                       |                                                                         |
| 26-4-2000                                                               | Seul                                                                    | Corea del Sud                                                           | 1 – 0                                                                   | Giappone                                                                | Amichevole                                                              | -                                                                       |                                                                         |
| 4-6-2000                                                                | Casablanca                                                              | Giappone                                                                | 2 – 2 (2 – 4 dtr)                                                       | Francia                                                                 | Trofeo di calcio Hassan II 2000 - Semifinale                            | -                                                                       |                                                                         |
| 6-6-2000                                                                | Casablanca                                                              | Giappone                                                                | 4 – 0                                                                   | Giamaica                                                                | Trofeo di calcio Hassan II 2000 - Finale 3º posto                       | -                                                                       |                                                                         |
| 24-3-2001                                                               | Saint-Denis                                                             | Francia                                                                 | 5 – 0                                                                   | Giappone                                                                | Amichevole                                                              | -                                                                       |                                                                         |
| 25-4-2001                                                               | Cordova                                                                 | Spagna                                                                  | 1 – 0                                                                   | Giappone                                                                | Amichevole                                                              | -                                                                       |                                                                         |
| 31-5-2001                                                               | Niigata                                                                 | Giappone                                                                | 3 – 0                                                                   | Canada                                                                  | Conf. Cup 2001 - 1º turno                                               | -                                                                       |                                                                         |
| 2-6-2001                                                                | Niigata                                                                 | Giappone                                                                | 2 – 0                                                                   | Camerun                                                                 | Conf. Cup 2001 - 1º turno                                               | -                                                                       |                                                                         |
| 4-6-2001                                                                | Kashima                                                                 | Brasile                                                                 | 0 – 0                                                                   | Giappone                                                                | Conf. Cup 2001 - 1º turno                                               | -                                                                       |                                                                         |
| 7-6-2001                                                                | Yokohama                                                                | Australia                                                               | 0 – 1                                                                   | Giappone                                                                | Conf. Cup 2001 - Semifinale                                             | 1                                                                       | cap.                                                                    |
| 7-11-2001                                                               | Saitama                                                                 | Giappone                                                                | 1 – 1                                                                   | Italia                                                                  | Amichevole                                                              | -                                                                       |                                                                         |
| 27-3-2002                                                               | Łódź                                                                    | Polonia                                                                 | 0 – 2                                                                   | Giappone                                                                | Amichevole                                                              | 1                                                                       |                                                                         |
| 14-5-2002                                                               | Oslo                                                                    | Norvegia                                                                | 3 – 0                                                                   | Giappone                                                                | Amichevole                                                              | -                                                                       |                                                                         |
| 25-5-2002                                                               | Göteborg                                                                | Svezia                                                                  | 1 – 1                                                                   | Giappone                                                                | Amichevole                                                              | -                                                                       |                                                                         |
| 4-6-2002                                                                | Saitama                                                                 | Giappone                                                                | 2 – 2                                                                   | Belgio                                                                  | Mondiali 2002 - 1º turno                                                | -                                                                       |                                                                         |
| 9-6-2002                                                                | Yokohama                                                                | Giappone                                                                | 1 – 0                                                                   | Russia                                                                  | Mondiali 2002 - 1º turno                                                | -                                                                       |                                                                         |
| 14-6-2002                                                               | Osaka                                                                   | Tunisia                                                                 | 0 – 2                                                                   | Giappone                                                                | Mondiali 2002 - 1º turno                                                | 1                                                                       |                                                                         |
| 18-6-2002                                                               | Rifu                                                                    | Giappone                                                                | 0 – 1                                                                   | Turchia                                                                 | Mondiali 2002 - Ottavi di finale                                        | -                                                                       |                                                                         |
| 16-10-2002                                                              | Kyoto                                                                   | Giappone                                                                | 1 – 1                                                                   | Giamaica                                                                | Amichevole                                                              | -                                                                       |                                                                         |
| 28-3-2003                                                               | Nagasaki                                                                | Giappone                                                                | 2 – 2                                                                   | Uruguay                                                                 | Amichevole                                                              | -                                                                       | cap.                                                                    |
| 8-6-2003                                                                | Fukuoka                                                                 | Giappone                                                                | 1 – 4                                                                   | Argentina                                                               | Amichevole                                                              | -                                                                       | cap.                                                                    |
| 11-6-2003                                                               | Saitama                                                                 | Giappone                                                                | 0 – 0                                                                   | Paraguay                                                                | Amichevole                                                              | -                                                                       | cap.                                                                    |
| 18-6-2003                                                               | Saint-Denis                                                             | Nuova Zelanda                                                           | 0 – 3                                                                   | Giappone                                                                | Conf. Cup 2003 - 1º turno                                               | 1                                                                       | cap.                                                                    |
| 20-6-2003                                                               | Saint-Étienne                                                           | Francia                                                                 | 2 – 1                                                                   | Giappone                                                                | Conf. Cup 2003 - 1º turno                                               | -                                                                       | cap.                                                                    |
| 22-6-2003                                                               | Saint-Étienne                                                           | Giappone                                                                | 0 – 1                                                                   | Colombia                                                                | Conf. Cup 2003 - 1º turno                                               | -                                                                       | cap.                                                                    |
| 20-8-2003                                                               | Tokyo                                                                   | Giappone                                                                | 3 – 0                                                                   | Nigeria                                                                 | Amichevole                                                              | -                                                                       | cap.                                                                    |
| 10-9-2003                                                               | Niigata                                                                 | Giappone                                                                | 0 – 1                                                                   | Senegal                                                                 | Amichevole                                                              | -                                                                       | cap.                                                                    |
| 8-10-2003                                                               | Tunisi                                                                  | Tunisia                                                                 | 0 – 1                                                                   | Giappone                                                                | Amichevole                                                              | -                                                                       | cap.                                                                    |
| 11-10-2003                                                              | Bucarest                                                                | Romania                                                                 | 1 – 1                                                                   | Giappone                                                                | Amichevole                                                              | -                                                                       | cap.                                                                    |
| 19-11-2003                                                              | Ōita                                                                    | Giappone                                                                | 0 – 0                                                                   | Camerun                                                                 | Amichevole                                                              | -                                                                       | cap.                                                                    |
| 18-2-2004                                                               | Saitama                                                                 | Giappone                                                                | 1 – 0                                                                   | Oman                                                                    | Qual. Mondiali 2006                                                     | -                                                                       | cap.                                                                    |
| 31-3-2004                                                               | Singapore                                                               | Singapore                                                               | 1 – 2                                                                   | Giappone                                                                | Qual. Mondiali 2006                                                     | -                                                                       | cap.                                                                    |
| 25-4-2004                                                               | Teheran                                                                 | Iran                                                                    | 2 – 1                                                                   | Giappone                                                                | Qual. Mondiali 2006                                                     | -                                                                       |                                                                         |
| 30-3-2005                                                               | Himeji                                                                  | Giappone                                                                | 1 – 0                                                                   | Bahrein                                                                 | Qual. Mondiali 2006                                                     | -                                                                       |                                                                         |
| 3-6-2005                                                                | Manama                                                                  | Bahrein                                                                 | 0 – 1                                                                   | Giappone                                                                | Qual. Mondiali 2006                                                     | -                                                                       |                                                                         |
| 16-6-2005                                                               | Hannover                                                                | Giappone                                                                | 1 – 2                                                                   | Messico                                                                 | Conf. Cup 2005 - 1º turno                                               | -                                                                       |                                                                         |
| 19-6-2005                                                               | Francoforte sul Meno                                                    | Grecia                                                                  | 0 – 1                                                                   | Giappone                                                                | Conf. Cup 2005 - 1º turno                                               | -                                                                       |                                                                         |
| 22-6-2005                                                               | Colonia                                                                 | Brasile                                                                 | 2 – 2                                                                   | Giappone                                                                | Conf. Cup 2005 - 1º turno                                               | -                                                                       |                                                                         |
| 7-9-2005                                                                | Rifu                                                                    | Giappone                                                                | 5 – 4                                                                   | Honduras                                                                | Amichevole                                                              | -                                                                       |                                                                         |
| 8-10-2005                                                               | Riga                                                                    | Lettonia                                                                | 2 – 2                                                                   | Giappone                                                                | Amichevole                                                              | -                                                                       | cap.                                                                    |
| 12-10-2005                                                              | Kiev                                                                    | Ucraina                                                                 | 1 – 0                                                                   | Giappone                                                                | Amichevole                                                              | -                                                                       |                                                                         |
| 16-11-2005                                                              | Tokyo                                                                   | Giappone                                                                | 1 – 0                                                                   | Angola                                                                  | Amichevole                                                              | -                                                                       |                                                                         |
| 28-2-2006                                                               | Dortmund                                                                | Bosnia ed Erzegovina                                                    | 2 – 2                                                                   | Giappone                                                                | Amichevole                                                              | 1                                                                       |                                                                         |
| 30-5-2006                                                               | Leverkusen                                                              | Germania                                                                | 2 – 2                                                                   | Giappone                                                                | Amichevole                                                              | -                                                                       |                                                                         |
| 4-6-2006                                                                | Mönchengladbach                                                         | Giappone                                                                | 1 – 0                                                                   | Malta                                                                   | Amichevole                                                              | -                                                                       |                                                                         |
| 12-6-2006                                                               | Kaiserslautern                                                          | Australia                                                               | 3 – 1                                                                   | Giappone                                                                | Mondiali 2006 - 1º turno                                                | -                                                                       |                                                                         |
| 18-6-2006                                                               | Norimberga                                                              | Giappone                                                                | 0 – 0                                                                   | Croazia                                                                 | Mondiali 2006 - 1º turno                                                | -                                                                       |                                                                         |
| 22-6-2006                                                               | Dortmund                                                                | Brasile                                                                 | 4 – 1                                                                   | Giappone                                                                | Mondiali 2006 - 1º turno                                                | -                                                                       |                                                                         |
| Totale                                                                  |                                                                         | Presenze (18º posto)                                                    | 77                                                                      |                                                                         | Reti                                                                    | 11                                                                      |                                                                         |

| Cronologia completa delle presenze e delle reti in nazionale ― Giappone Olimpica | Cronologia completa delle presenze e delle reti in nazionale ― Giappone Olimpica | Cronologia completa delle presenze e delle reti in nazionale ― Giappone Olimpica | Cronologia completa delle presenze e delle reti in nazionale ― Giappone Olimpica | Cronologia completa delle presenze e delle reti in nazionale ― Giappone Olimpica | Cronologia completa delle presenze e delle reti in nazionale ― Giappone Olimpica | Cronologia completa delle presenze e delle reti in nazionale ― Giappone Olimpica | Cronologia completa delle presenze e delle reti in nazionale ― Giappone Olimpica |
| Data                                                                             | Città                                                                            | In casa                                                                          | Risultato                                                                        | Ospiti                                                                           | Competizione                                                                     | Reti                                                                             | Note                                                                             |
| -------------------------------------------------------------------------------- | -------------------------------------------------------------------------------- | -------------------------------------------------------------------------------- | -------------------------------------------------------------------------------- | -------------------------------------------------------------------------------- | -------------------------------------------------------------------------------- | -------------------------------------------------------------------------------- | -------------------------------------------------------------------------------- |
| 14-9-2000                                                                        | Canberra                                                                         | Sudafrica                                                                        | 1 – 2                                                                            | Giappone                                                                         | Olimpiadi 2000 - 1º turno                                                        | -                                                                                | 86’                                                                              |
| 17-9-2000                                                                        | Canberra                                                                         | Slovacchia                                                                       | 1 – 2                                                                            | Giappone                                                                         | Olimpiadi 2000 - 1º turno                                                        | 1                                                                                | 52’                                                                              |
| 23-9-2000                                                                        | Adelaide                                                                         | Stati Uniti                                                                      | 2 – 2 dts (5 – 4 dtr)                                                            | Giappone                                                                         | Olimpiadi 2000 - Quarti di finale                                                | -                                                                                |                                                                                  |
| Totale                                                                           |                                                                                  | Presenze                                                                         | 3                                                                                |                                                                                  | Reti                                                                             | 1                                                                                |                                                                                  |

| Cronologia completa delle presenze e delle reti in nazionale ― Giappone under 20 | Cronologia completa delle presenze e delle reti in nazionale ― Giappone under 20 | Cronologia completa delle presenze e delle reti in nazionale ― Giappone under 20 | Cronologia completa delle presenze e delle reti in nazionale ― Giappone under 20 | Cronologia completa delle presenze e delle reti in nazionale ― Giappone under 20 | Cronologia completa delle presenze e delle reti in nazionale ― Giappone under 20 | Cronologia completa delle presenze e delle reti in nazionale ― Giappone under 20 | Cronologia completa delle presenze e delle reti in nazionale ― Giappone under 20 |
| Data                                                                             | Città                                                                            | In casa                                                                          | Risultato                                                                        | Ospiti                                                                           | Competizione                                                                     | Reti                                                                             | Note                                                                             |
| -------------------------------------------------------------------------------- | -------------------------------------------------------------------------------- | -------------------------------------------------------------------------------- | -------------------------------------------------------------------------------- | -------------------------------------------------------------------------------- | -------------------------------------------------------------------------------- | -------------------------------------------------------------------------------- | -------------------------------------------------------------------------------- |
| 14-4-1995                                                                        | Doha                                                                             | Cile under 20                                                                    | 2 – 2                                                                            | Giappone under 20                                                                | Mondiali Under-20 1995 - 1º turno                                                | 1                                                                                | 53’                                                                              |
| 17-4-1995                                                                        | Doha                                                                             | Spagna under 20                                                                  | 2 – 1                                                                            | Giappone under 20                                                                | Mondiali Under-20 1995 - 1º turno                                                | 1                                                                                |                                                                                  |
| 19-4-1995                                                                        | Al Rayyan                                                                        | Burundi under 20                                                                 | 0 – 2                                                                            | Giappone under 20                                                                | Mondiali Under-20 1995 - 1º turno                                                | -                                                                                |                                                                                  |
| 23-4-1995                                                                        | Al Rayyan                                                                        | Brasile under 20                                                                 | 2 – 1                                                                            | Giappone under 20                                                                | Mondiali Under-20 1995 - Quarti di Finale                                        | -                                                                                |                                                                                  |
| Totale                                                                           |                                                                                  | Presenze                                                                         | 4                                                                                |                                                                                  | Reti                                                                             | 2                                                                                |                                                                                  |

## Palmarès

### Club

#### Competizioni nazionali
- Campionato italiano: 1

Roma: 2000-2001
- Coppa Italia: 1

Parma: 2001-2002

#### Competizioni internazionali
- Coppa delle Coppe dell'AFC: 1

Bellmare Hiratsuka: 1995-1996

### Individuale
- Calciatore asiatico dell'anno: 2

1997, 1998
- FIFA Confederations Cup Bronze Ball: 1

2001
- FIFA Confederations Cup Best Eleven: 1

2001
- FIFA World Cup All Star Team: 1

2002
- Inserito nel FIFA 100 (2004)
- Inserito nelle "Leggende del calcio" del Golden Foot (2014)

## Nella cultura di massa
È stato testimonial, apparendo sulla copertina con la maglia del Perugia, nell'edizione giapponese del videogioco di calcio FIFA 99 (1998). Sempre in ambito videoludico, in Inazuma Eleven (2008) il capitano della squadra italiana, Orpheus, è basato su Nakata; infatti ha lo stesso nome e il suo stesso numero di maglia, il 7.